# Michniowiec

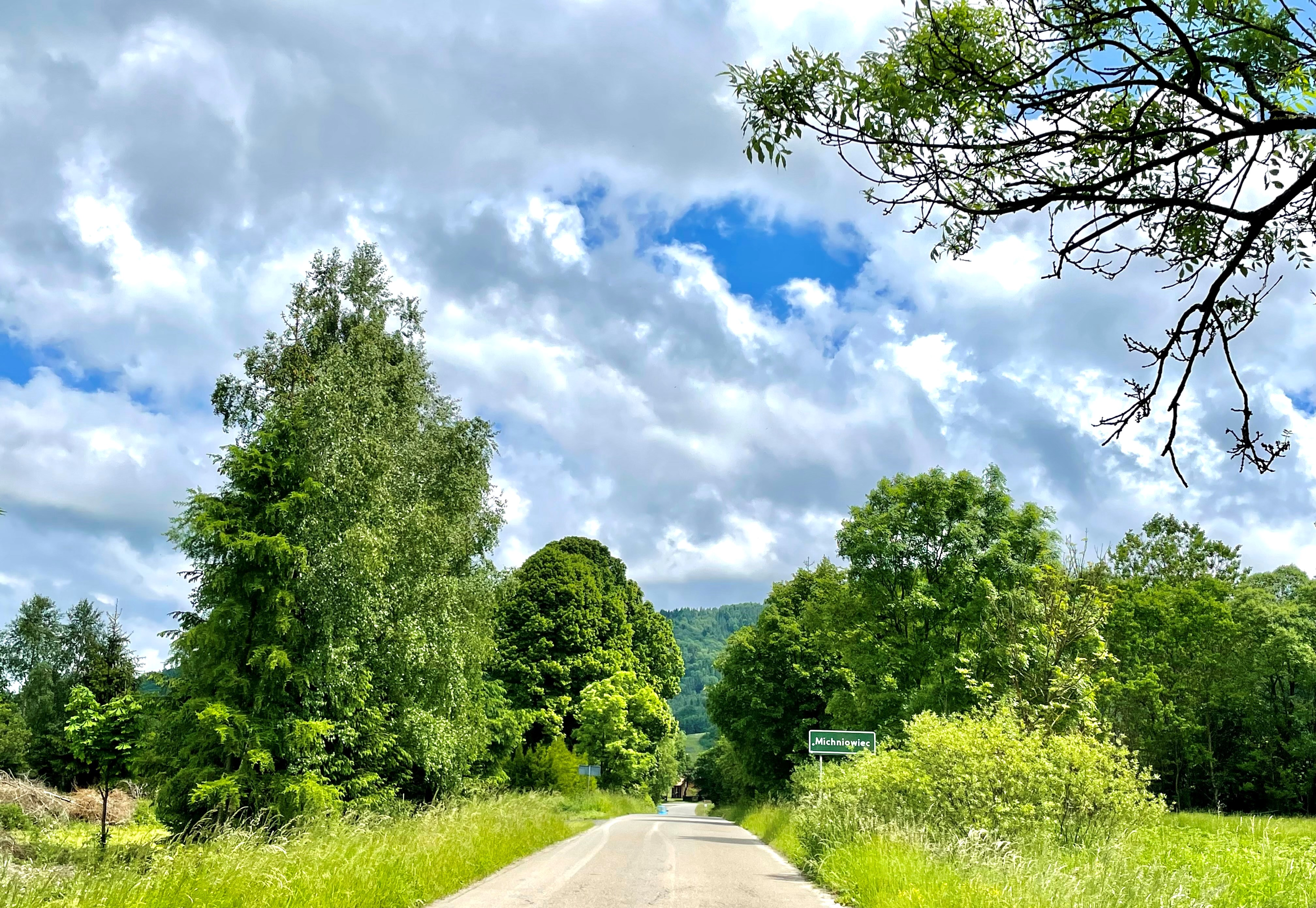
Droga do Michniowca

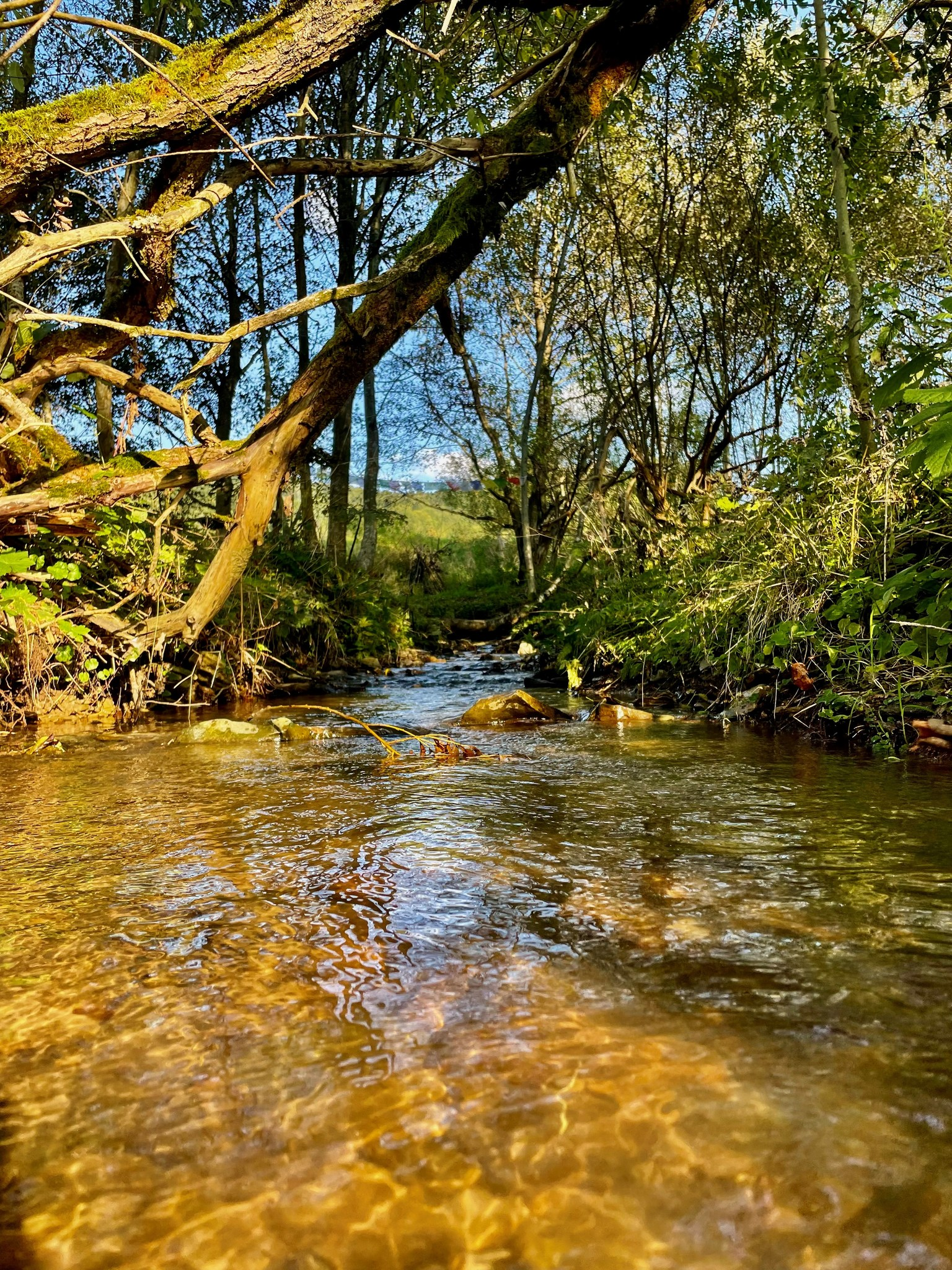
Woda Gór Karpat: Mszanka

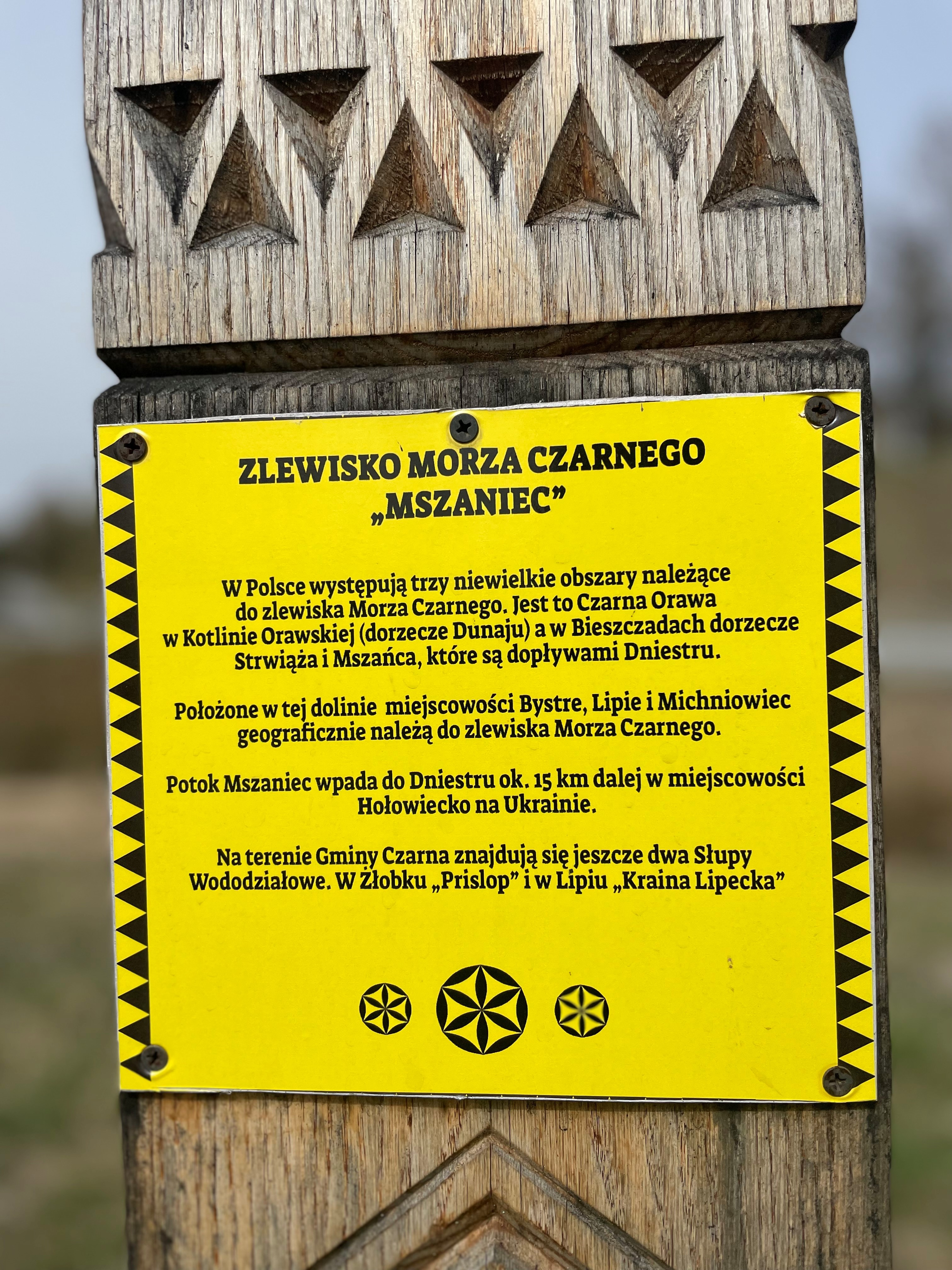
Zlewisko Morza Czarnego: Potok Mszaniec

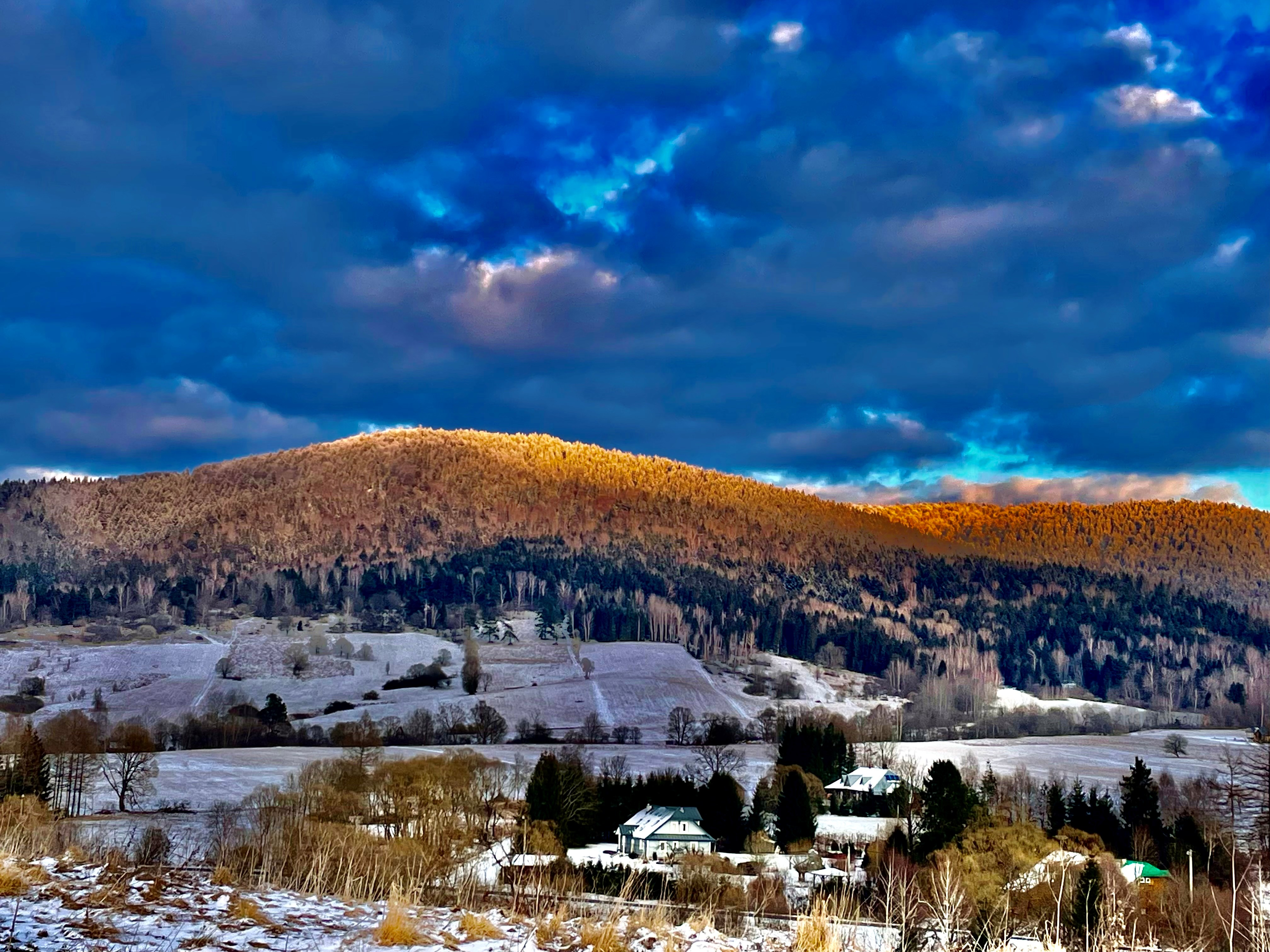
Magura Łomniańska – najwyższy szczyt Gór Sanocko-Turczańskich, o wysokości 1024 m n.p.m. Leży na Ukrainie, nad dolinami rzek: Lechniowa, Mszanka i Dniestr.

Michniowiec (dawniej też Michnowiec i Michnowice) – wieś w Polsce położona w województwie podkarpackim, w powiecie bieszczadzkim, w gminie Czarna.
Przez wieś płynie urokliwy potok Mszaniec, który uchodzi do Dniestru. To jeden z ostatnich fragmentów potoków o dzikim charakterze narażony na nielegalne rajdy offroad. 
W miejscowości znajduje się zabytkowa drewniana dawna cerkiew Narodzenia Bogurodzicy włączona do podkarpackiego Szlaku Architektury Drewnianej. 
W latach 1975–1998 miejscowość położona była w województwie krośnieńskim.
W 1974 roku, Czarna otrzymała status uzdrowiska ze względu na obecność źródeł mineralnych o różnorodnym składzie, takich jak wodorowęglanowo-wapniowe, sodowe, jodowe i siarczkowe. Woda mineralna z Czarnej była wykorzystywana w miejscowym ośrodku „Nafty i Gazu”, gdzie dostępne były kąpiele mineralne, a także kuracje uzdrowiskowe.
Do 1951 roku Михновець był dużą wioską w przedgórzu Karpat na Ukrainie. Zamieszkany był przez Bojków. 

## Historia
Wieś królewska Michnowiecz położona była w 1589 w starostwie niegrodowym samborskim w powiecie samborskim ziemi przemyskiej województwa ruskiego. W okresie międzywojennym w powiecie turczańskim. Po wojnie wieś Michniowiec znalazła się w ZSRR (rejon strzyłecki).
Michniowiec jest jednym z najstarszych ośrodków górnictwa naftowego na świecie, kopalnie ropy naftowej istniały tu przed rokiem 1884.
Michniowiec jest jednym z najstarszych ośrodków górnictwa naftowego na świecie, kopalnie ropy naftowej istniały tu przed rokiem 1884.
W 1951 roku, w ramach umowy o zamianie odcinków terytoriów państwowych zawartej 15 lutego 1951 pomiędzy PRL i Związkiem Radzieckim, część obszaru rejon strzyłeckiego z Bystrem, Lipiem i Michniowcem (część dawnej polskiej gminy Łomna) została przyłączona do Polski, wchodząc w skład gminy Czarna w nowo utworzonym powiecie ustrzyckim w woj. rzeszowskim. Włączenie Michniowca do Polski odcięło jedyne połączenie drogowe Łopuszanki ze Strzyłkami (siedzibą rejonu), przez co Łopuszance zostało tylko południowe połączenie z Chaszczowem w rejonie turczańskim. Spowodowało to konieczność włączenia Łopuszanki do rejonu turczańskiego.
We wsi znajduje się cerkiew greckokatolicka pw. Narodzenia Bogarodzicy wybudowana w roku 1863 lub 1868 na miejscu poprzedniej, która istniała już w 1557. Podczas remontu w 1924 roku dobudowano zakrystię i kruchtę. W pobliżu cerkwi drewniana dzwonnica wzniesiona w 1904. Od 1971 cerkiew służy jako rzymskokatolicki kościół filialny pw. Narodzenia Św. Jana Chrzciciela należący do parafii Podwyższenia Krzyża Świętego w Czarnej Górnej.

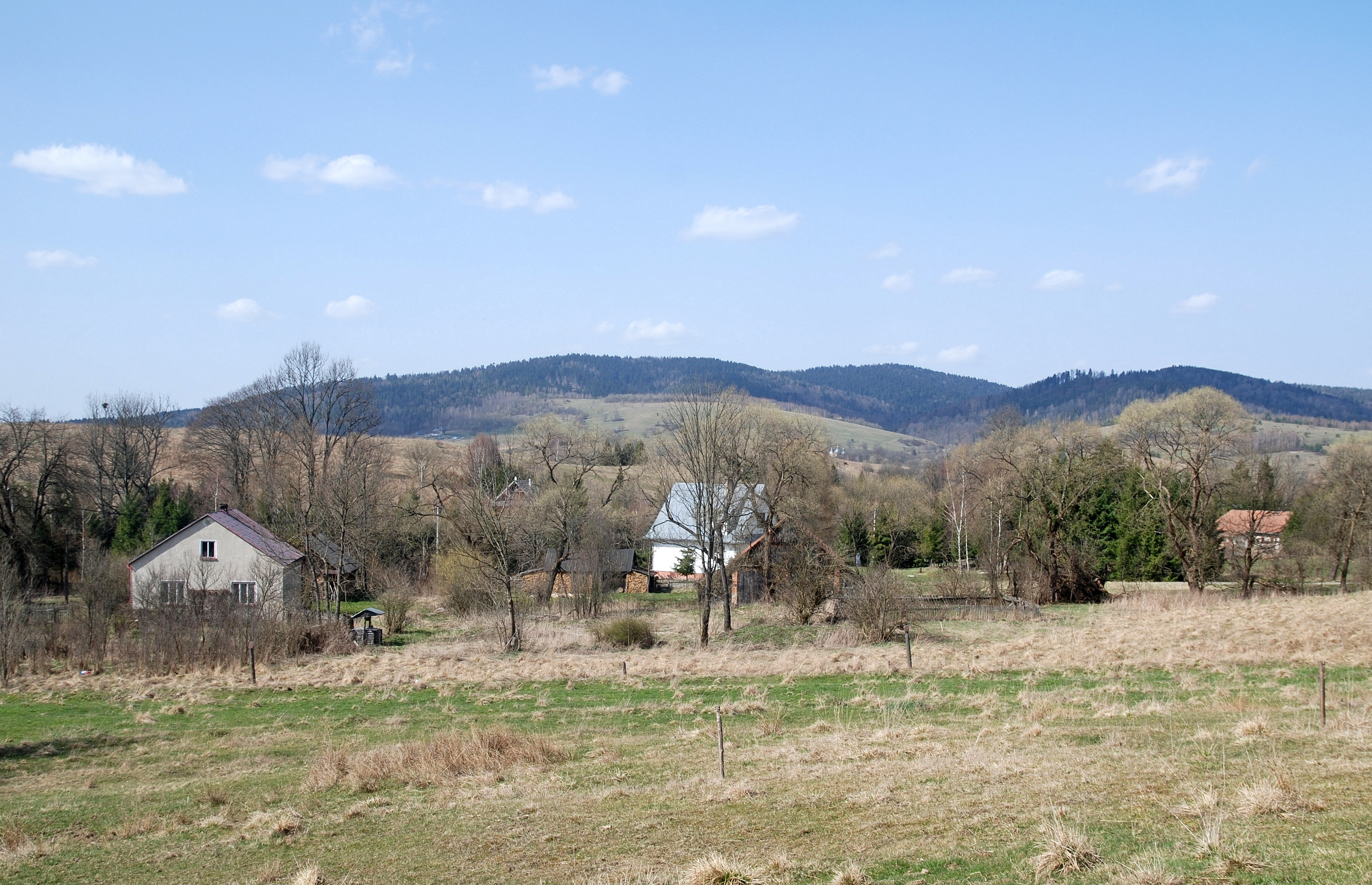
Zabudowa wsi
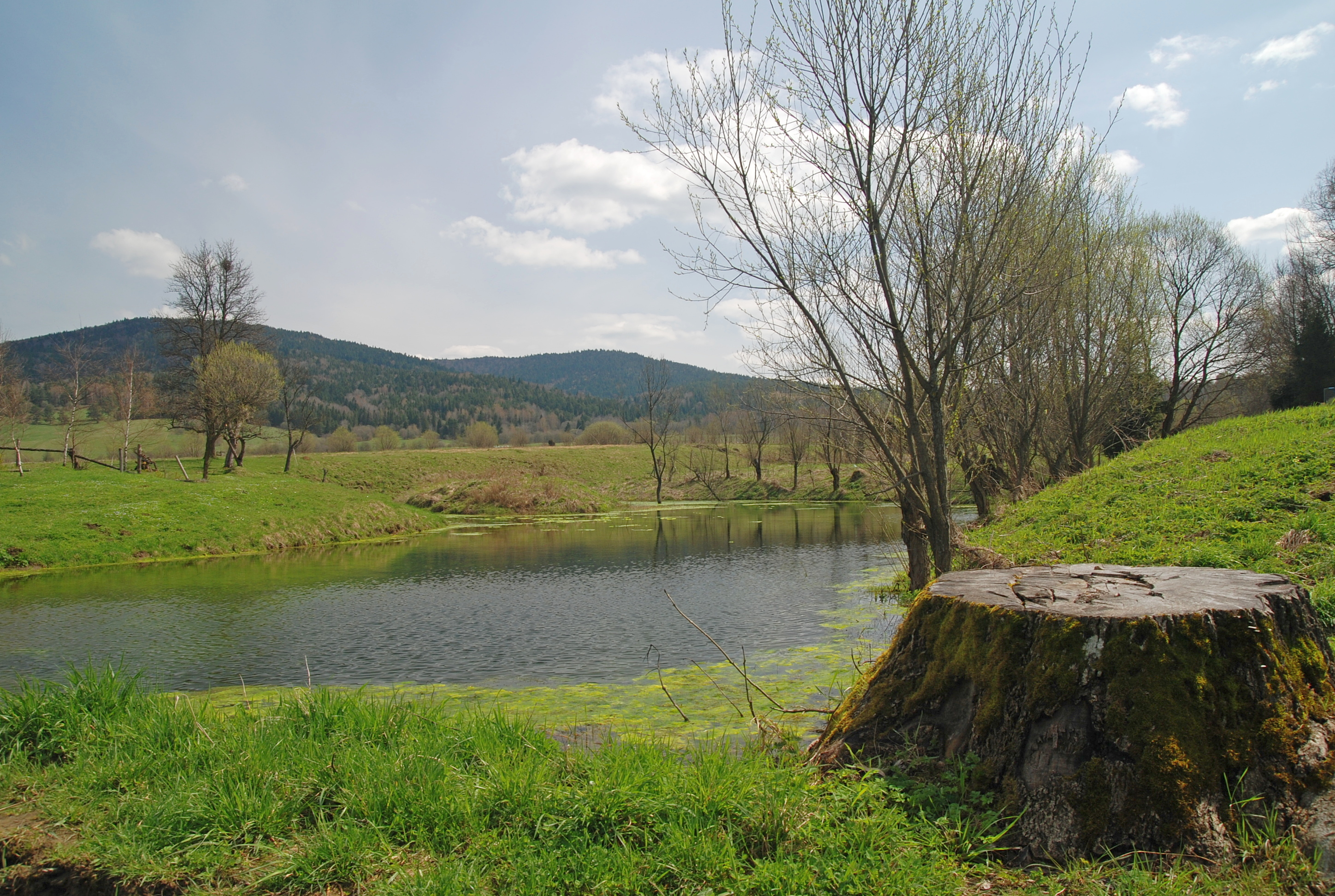
Staw obok cerkwi
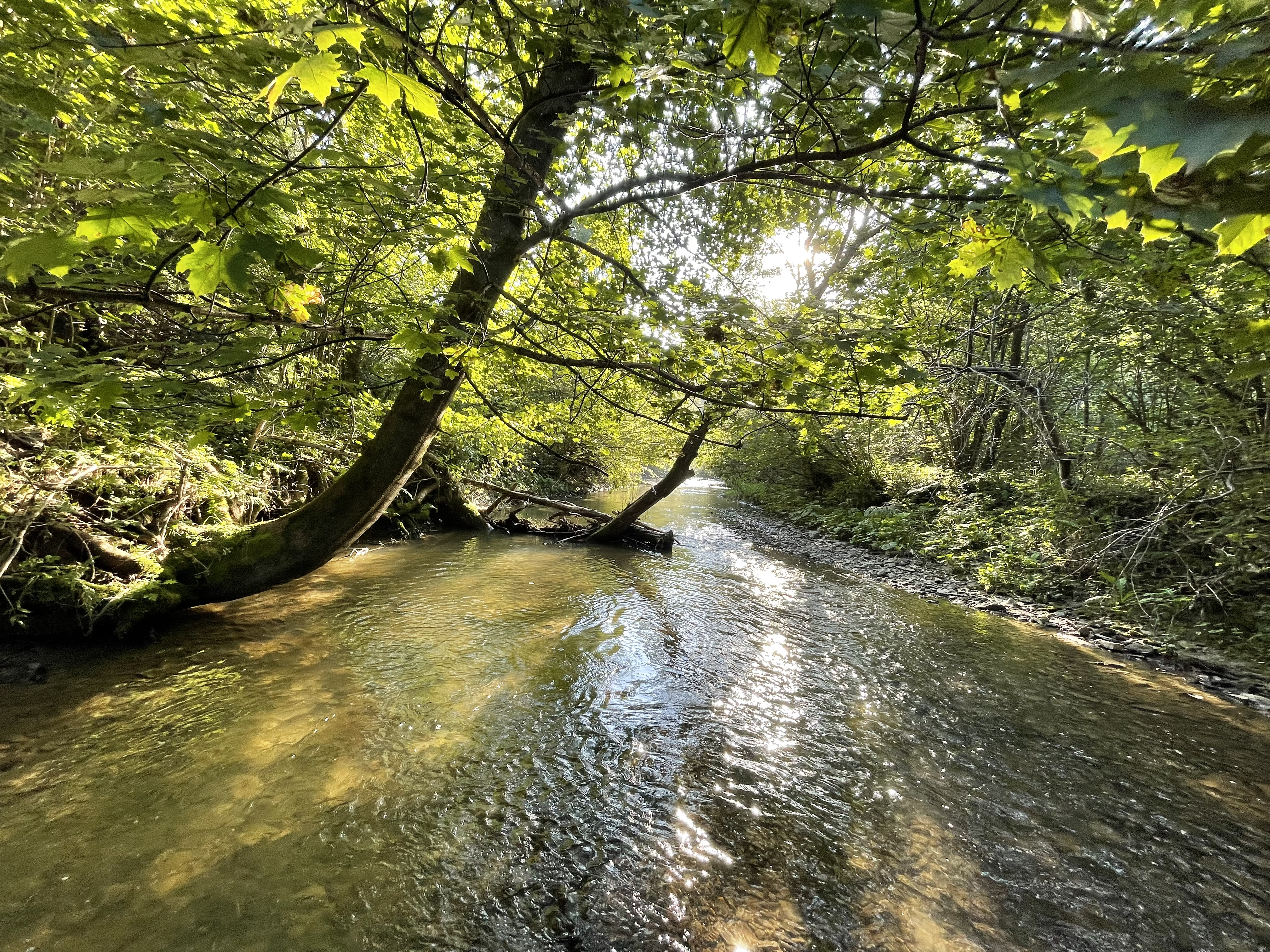
Potok Mszaniec
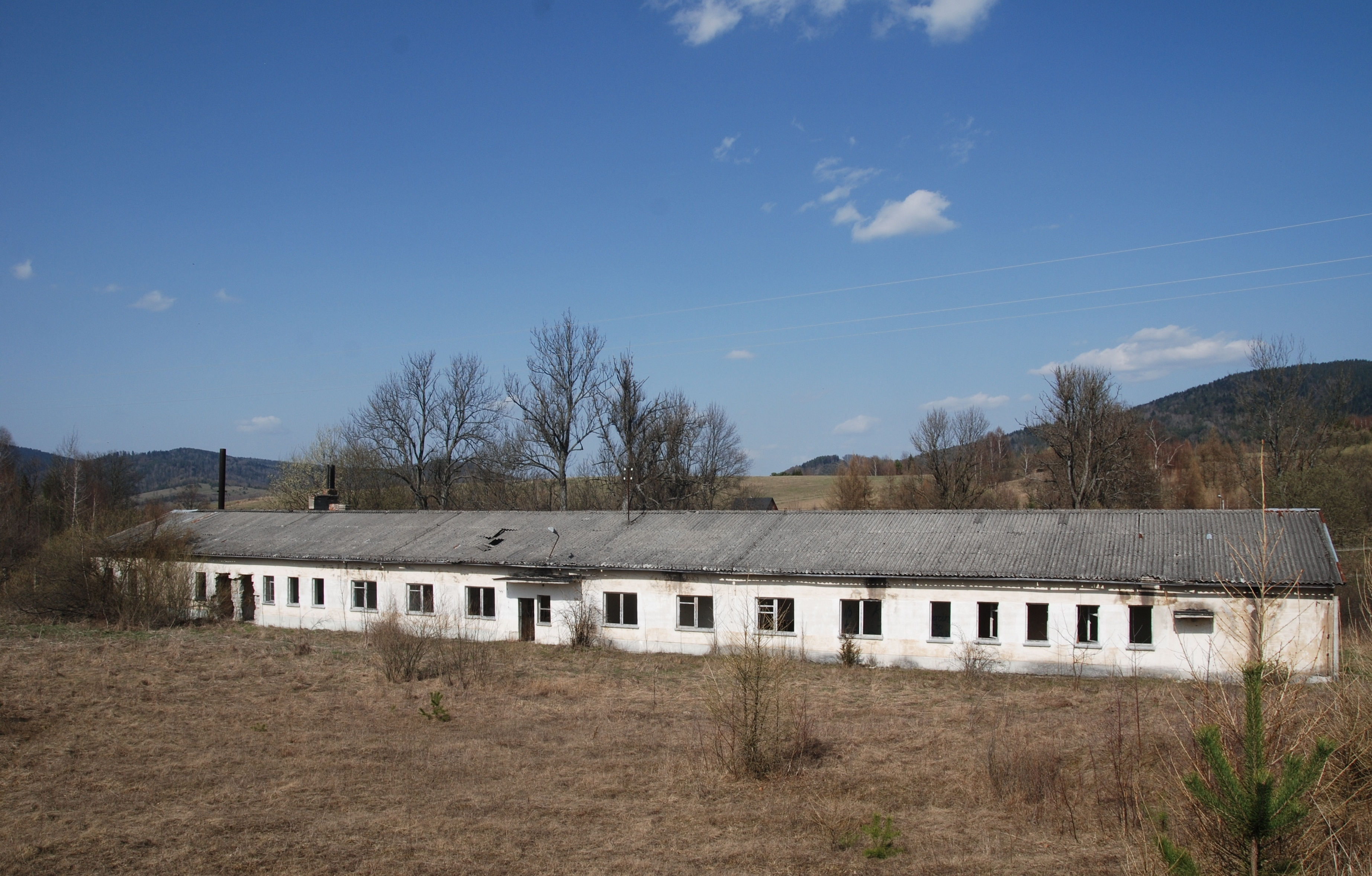
Pozostałości dawnego PGR-u

## Przyroda
Wieś Michniowiec, położona w dolinie, charakteryzuje się niezwykle malowniczym i dziewiczym krajobrazem. Otoczona od wschodu górami Sanocko-Turczańskimi –  pasmo górskie w Beskidach Lesistych w Karpatach Wschodnich, przecięte granicą polsko-ukraińską – stanowi doskonały przykład naturalnej harmonii między człowiekiem a przyrodą. Tereny te są wciąż stosunkowo mało zaludnione, co sprzyja zachowaniu bioróżnorodności oraz tradycyjnego charakteru krajobrazu. 

Przez wieś płynie potok Mszanka (ukr. Мшанка – Mszanka, ukr. Мшанець – Mszaneć), który wpływa do potoku Mszaniec i kieruje się w stronę Ukrainy. Górska rzeka, lewy dopływ Dniestru, należący do dorzecza Dniestru i zlewiska Morza Czarnego. Długość rzeki wynosi około 21 km, w tym na obszarze Polski ok. 7,6 km. 

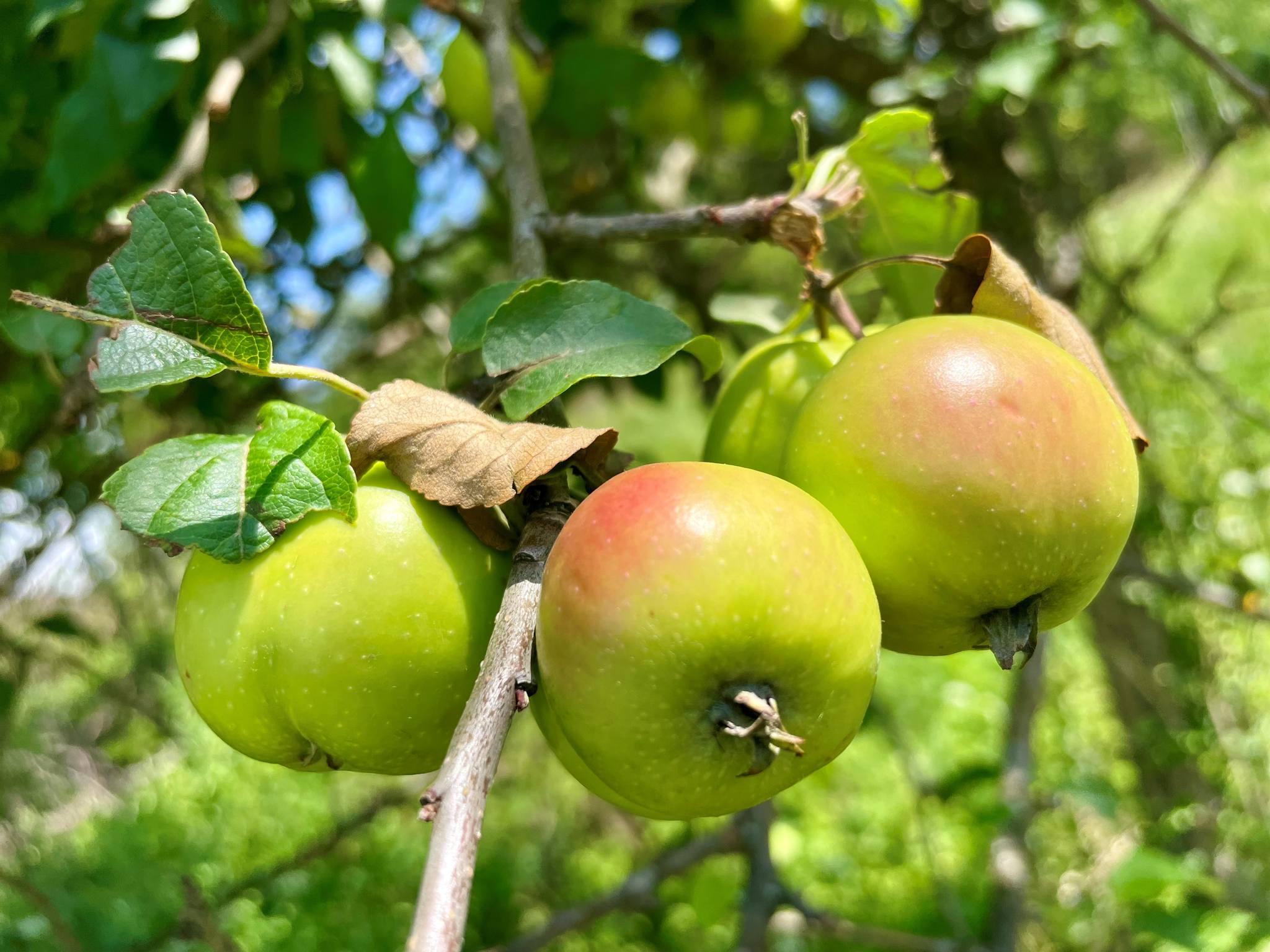
Dzika jablon

## Demografia
- W 1921 Michniowiec zamieszkiwało 957 osób (w 190 domach mieszkalnych):
  - 922 wyznania greckokatolickiego
  - 35 wyznania mojżeszowego
- 1939 zamieszkiwało tu 1200 mieszkańców: 1180 Ukraińców i 20 Żydów [11]
- 1991 – 157 osób
- 2004 – 170 osób

## Zabytki
Wykaz zabytków nieruchomych wpisanych do rejestru zabytków Narodowego Instytutu Dziedzictwa
- drewniana cerkiew greckokatolicka, obecnie kościół rzymskokatolicki pw. Narodzenia św. Jana Chrzciciela, nr rej.: A-135 z 17.03.1969
- dzwonnica, drewniana, 1904 r., nr rej.: jw.
- cmentarz, nr rej.: jw.
- zagroda jednobudynkowa nr 26, drewniana, k. XIX, nr rej.: A-902 z 29.04.1975 (przeniesiona do Muzeum Budownictwa Ludowego w Sanoku)
- zagroda jednobudynkowa nr 47, drewniana, k. XIX, nr rej.: A-901 z 29.04.1975 (przeniesiona do Muzeum Budownictwa Ludowego w Sanoku)

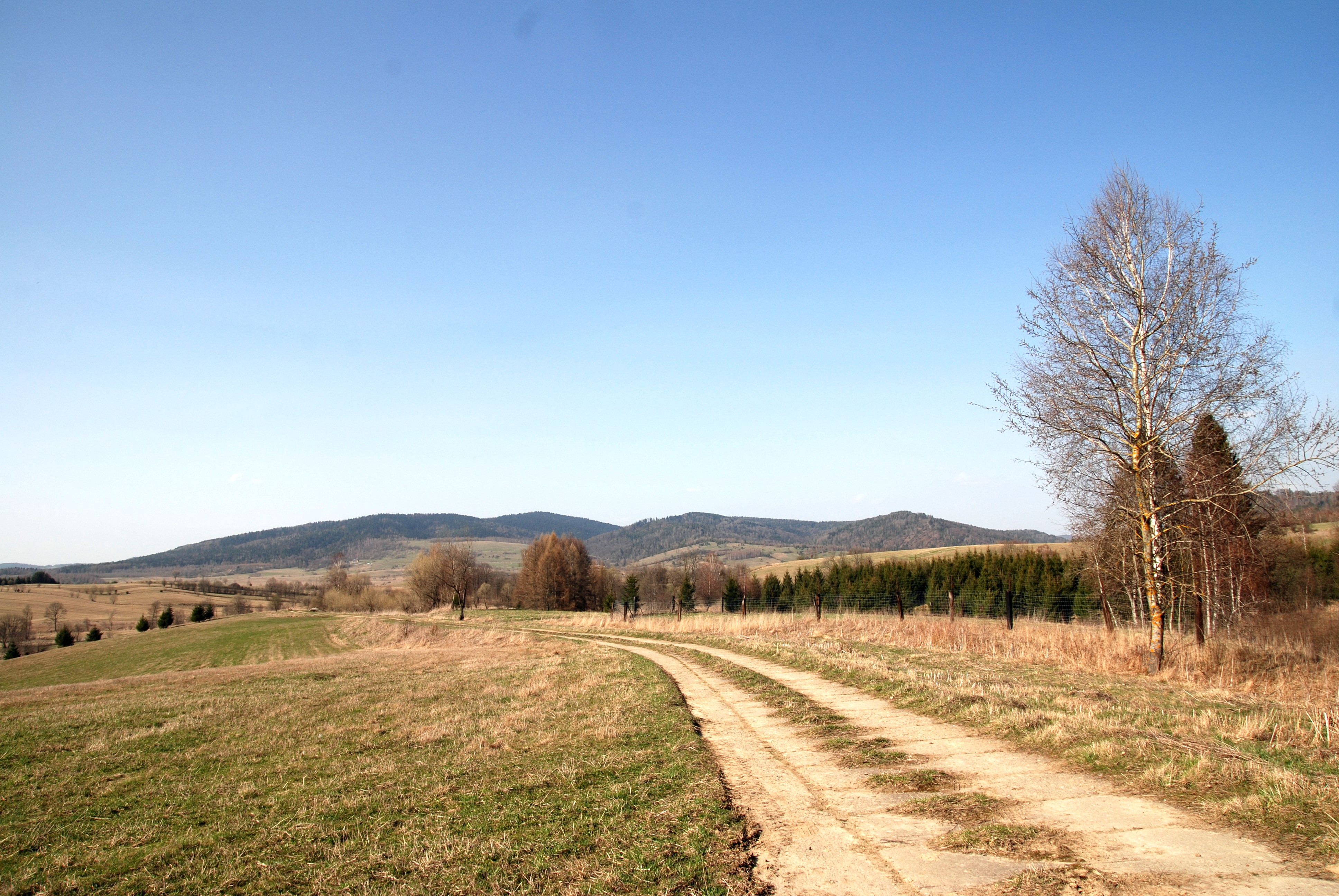
Widok na wieś od strony południowej
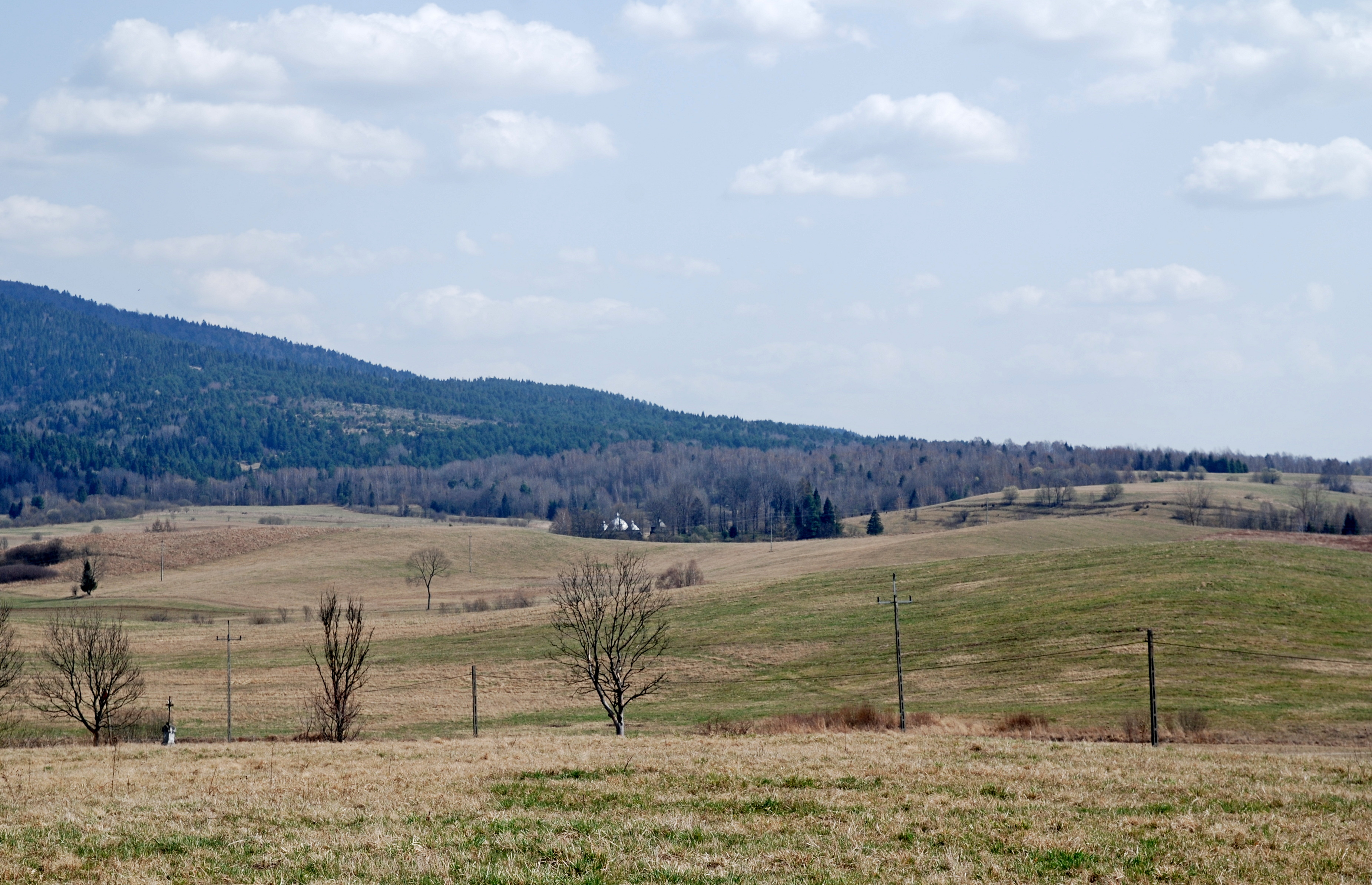
Widok na wieś od strony zachodniej
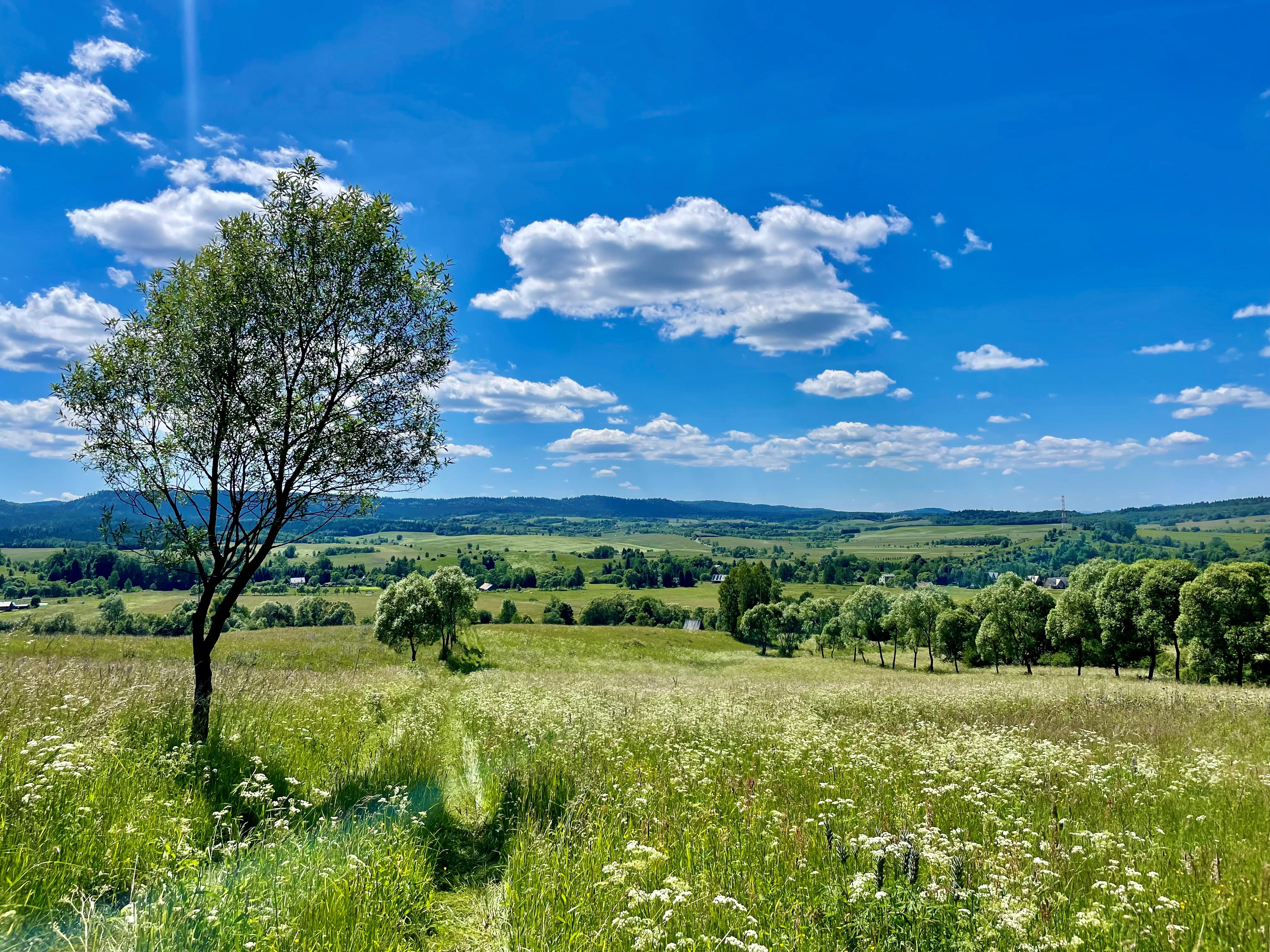
Widok na dolinę Michniowca ze wzgórza Barat Kut
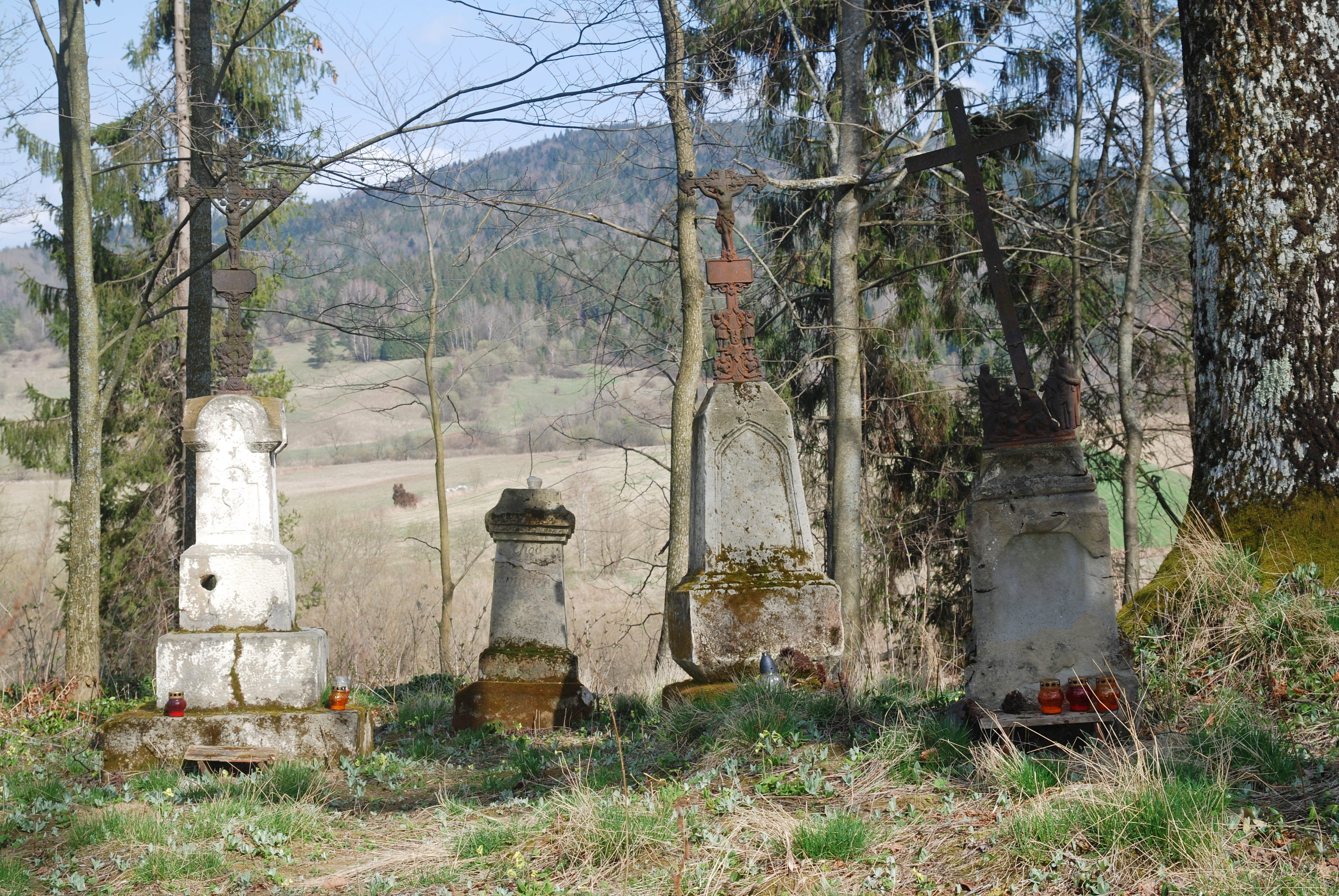
Na przycerkiewnym cmentarzu